# Pavel Váně
Pavel Váně (* 23. února 1949 Velké Losiny) je český zpěvák, kytarista, skladatel, aranžér a hudební producent. Hrál ve skupinách Synkopy 61, Collegium Musicum, Atlantis, Progres 2, Bronz, Bowle a VKV a několika dalších doprovodných kapelách, jež doprovázely popové zpěváky.

## Biografie

### Mládí (do roku 1971)
Pavel Váně se narodil v roce 1949 ve Velkých Losinách. Dětství prožil v Karlových Varech, roku 1958 se jeho rodina přestěhovala do Brna, kde se již definitivně usídlila a s nímž je Pavel Váně ve své hudební kariéře pevně spjat.
Jeho první rockovou kapelou se stala amatérská formace Beatmongers (v letech 1963 a 1964), v roce 1965 hrál ve skupině Fellows (zde původně na baskytaru). V repertoáru kapela měla převzaté písničky (od The Rolling Stones nebo The Kinks), postupně zkoušela ale i vlastní tvorbu. Váněho první profesionální skupinou se staly Synkopy 61, kam přišel v roce 1966 jako náhrada za Pavla Pokorného, který musel jít na vojnu.
Synkopy byly celorepublikově úspěšné, vyhrály několik soutěží (Brněnská beatová liga, 1. Beatfestival v Praze, Jazzuniverziáda v Českých Budějovicích) a velmi populární se stala píseň „Válka je vůl“, ve které Váně působil jako hlavní zpěvák. V roce 1968 se ale z vojny vrátil Pavel Pokorný a Váně tak ze Synkop odešel.
Ještě tentýž rok se spojil s bubeníkem Zdeňkem Klukou, který hrál ve skupině Atlantis, a společně s různými dalšími hudebníky zkoušeli hrát. Přibrali k sobě především klávesistu Jana Sochora, Váněho kamaráda z dětství, a na podzim i Emanuela Sideridise, baskytaristu řeckého původu, čímž v říjnu 1968 vznikla skupina The Progress Organization (později Progres 2). Koncertní premiéra této kapely se uskutečnila 3. dubna 1969 v divadle Reduta, a již na čtvrtém vystoupení hráli The Progress Organization na zimním stadionu Za Lužánkami společně s kapelami The Blue Effect a Synkopy 61 s americkou skupinou The Beach Boys (19. června 1969). Při demonstraci 21. srpna 1969 byl zadržen Veřejnou bezpečností a po několika týdnech strávených ve vazební věznici v Bohunicích byl propuštěn.
The Progress Organization odehráli celkem 44 koncertů, vyhráli např. beatový festival v Táboře, ale v roce 1970 kapela kvůli počínající normalizaci ukončila činnost; první album Barnodaj nahrané v lednu 1971 je tak jakýsi „pohrobek“.
Po rozpadu The Progress Organization přijal Váně nabídku Fedora Freša na post kytaristy ve slovenské kapele Collegium Musicum. Již v roce 1971 z této skupiny odešel a vrátil se z Bratislavy zpět do Brna.

### Doprovodné skupiny, obnova Progres aDialog s vesmírem
V roce 1971 byla skupina The Progress Organization na několik koncertů obnovena.
Po návratu ze Slovenska hrál Váně krátký čas na baskytaru ve skupině Atlantis, která v té době vystupovala v pražském divadle Rokoko. Následně se stal členem Skupiny Aleše Sigmunda, která doprovázela pěvecké duo Martha a Tena a kde se setkal s bývalým spoluhráčem Emanuelem Sideridisem. Ten se ale ještě v první polovině 70. let 20. století odstěhoval s rodinou zpět do Řecka. Od března 1974 byl Váně členem Skupiny Jana Sochora, která doprovázela zpěváka Boba Frídla. Zde se setkal s ostatními bývalými členy The Progress Organization – Klukou a Sochorem, novou postavou zde byl Pavel Pelc, pozdější dlouholetý člen Progres 2.
Díky producentovi Hynku Žalčíkovi začalo v roce 1976 vznikat druhé album tehdy neexistujících Progres. Čtveřice Váně – Pelc – Sochor – Kluka se sešla v roce 1977 ve studiu a pod hlavičkou skupiny Barnodaj nahrála album Mauglí. To již ale byla kapela nesoucí název Progres 2 obnovena, doplněna o nové hráče a společně s dalšími brněnskými umělci chystala rozsáhlý audiovizuální projekt, rockovou operu Dialog s vesmírem (premiéra v únoru 1978), se kterou skupina následně koncertovala do roku 1980.

### 80. léta: Bronz, VKV, Bowle
Po ukončení koncertních vystoupení s Dialogem s vesmírem nastaly ve skupině diskuse o dalším projektu, ve kterých se Váně nepohodl s bubeníkem a kapelníkem Zdeňkem Klukou a z Progres 2 odešel. V roce 1981 založil vlastní skupinu Bronz, která byla v brněnském prostředí poměrně úspěšná. V březnu 1983 ale v časopisu Tribuna vyšel článek „Nová vlna se starým obsahem“, po kterém bylo několik v článku vyjmenovaných kapel včetně Bronzu zakázáno. Skupině nepomohla ani výměna některých hudebníků či změna názvu na Pavel Váně se skupinou, Bronz koncertoval ještě v roce 1984, poté ale definitivně zanikl. Teprve až dodatečně natočil Váně ve svém domácím studiu s pomocí bývalých členů Bronzu a dalších hostů desku Zimní království, která vyšla v roce 1986, kdy již skupina několik let neexistovala. Kromě Bronzu hrál Váně v první polovině 80. let nepravidelně i s akustickou folkovou/folk rockovou skupinou VKV (Váně – Kopřiva – Vondrák). Po dvou letech, v roce 1983 se ale VKV rozpadlo a každý z členů se začal plně věnovat svým aktivitám.
V roce 1985 se Váně dal opět dohromady s Jiřím Vondrákem (VKV) a Richardem Laškem (Bronz) a vytvořili folkrockové hudební trio Vondrák a spol., později nazývané Vondrák–Váně–Lašek a v roce 1987 přejmenované na Bowle. Bowle fungovala do roku 1995, v roce 1992 vydala jediné album Live nahrané na koncertech po celé Evropě.
Ve druhé polovině 80. let hrál Váně na dvou výročních turné: v roce 1986 se Synkopami a o dva roky později s Progres (se všemi dosavadními sestavami).

### Obnova Progres 2 a přelom tisíciletí
Na začátku 90. let hrál Váně s ostatními členy skupiny Progres 2, jež mezitím zanikla, na koncertech série Comeback (Praha, Brno, Bratislava), a v roce 1992 ji definitivně obnovil. Skupina od té doby stále živě vystupuje, Pavel Váně v ní působí jako kapelník.
V roce 2005 uspořádal Pavel Váně společně s Oldřichem Veselým menší turné po USA, předtím sám měsíc hrál po klubech v jižní Africe.
V prvním desetiletí 21. století byla obnovena skupina VKV, se kterou Váně příležitostně koncertuje (vydali i album), a rovněž i kapela Bronz (v roce 2008).
Sám Váně se výraznou měrou podílel i na dvojkoncertu ke 40. výročí založení The Progress Organization v říjnu 2008, kde vystoupili téměř všichni hudebníci, kteří touto kapelou pod několika různými názvy prošli. V roce 2018 vydali Progres 2 album Tulák po hvězdách.

## Diskografie

### Se Synkopami 61
- 1968 – „Válka je vůl“ (singl)
- 1968 – Synkopy 61 (EP)

### S The Progress Organization/Barnodajem/Progres 2
- 1970 – Klíč k poznání (EP)
- 1971 – Barnodaj (album)
- 1978 – „Prám z trámů“ (singl)
- 1978 – Mauglí (album)
- 1978 – „Roentgen 19'30“ (singl)
- 1980 – „Píseň o jablku“ (singl)
- 1980 – Dialog s vesmírem (EP)
- 1980 – Dialog s vesmírem (album)
- 1993 – Dialog s vesmírem /live/ (živé album nahrané v roce 1978)
- 2008 – Progres Story 1968–2008 (živé album z roku 2008)
- 2008 – Progres Story 1968–2008 (živé DVD z roku 2008)
- 2016 – Live (živé album a DVD nahrané v roce 2008)
- 2018 – Tulák po hvězdách (album)

### S Collegium Musicum
- 1970 – Hommage à J.S.Bach / Ulica plná plášťov do dažďa (EP)

### S Atlantisem
- 1971 – „Sedm let jsem světem bloudil“ (singl)

### S Marthou a Tenou
(není kompletní)
- 1971 – „Talisman“ (singl)
- 1971 – Hrej dál (album)

### S Bronzem
- 1982 – „Spěchá se, spěchá“ (singl)
- 1983 – „Poprvé v Praze“ (singl)
- 1986 – Zimní království (album)
- 2007 – The Best of... (album)

### S Vondrákem a spol./Vondrák–Váně–Lašek/Bowle
- 1986 – Neruš (EP)
- 1988 – Podobizna (EP)
- 1992 – Live (živé album nahrané v letech 1990 až 1992)

### S VKV
- 2008 – Fialový víkend (živé album z roku 2008)